# 凸瓣苣苔
凸瓣苣苔（学名：Ancylostemon convexus）为苦苣苔科直瓣苣苔属下的一个种。

## 扩展阅读
- 維基物種上的相關：凸瓣苣苔